# Dermoergasilus amplectens
Dermoergasilus amplectens is een eenoogkreeftjessoort uit de familie van de Ergasilidae. De wetenschappelijke naam van de soort is voor het eerst geldig gepubliceerd in 1952 door Dogiel & Akhmerov.